# Тауэр (город, Миннесота)
Тауэр (англ. Tower) — город в округе Сент-Луис, штат Миннесота, США. На площади 8,1 км² (7 км² — суша, 1 км² — вода), согласно переписи 2002 года, проживают 502 человека. Плотность населения составляет 68,3 чел./км².
- Телефонный код города — 218%post%
- FIPS-код города — 27-65272[1]
- GNIS-идентификатор — 0662661[2]